# جاکومو روسی استوارت
جاکومو روسی استوارت (انگلیسی: Giacomo Rossi Stuart؛ ‏ ۲۵ اوت ۱۹۲۵ – ۲۰ اکتبر ۱۹۹۴) بازیگر اهل ایتالیا بود. وی بین سال‌های ۱۹۵۳ تا ۱۹۸۹ میلادی فعالیت می‌کرد.
از فیلم‌ها یا برنامه‌های تلویزیونی که وی در آن نقش داشته است می‌توان به بن و چارلی، آخرین روزهای موسولینی، زیر سن قانونی، مرگ به یک قاتل لبخند می‌زند، زورو، سدوم و گمورا، دوئل در غروب آفتاب، ارتش پنج نفره، وداع با اسلحه، دختری با جلد ماه، امانوئل در بانکوک، مجلس‌گردان خون‌آشام است، نبرد ربات‌ها، یورش بزرگ، آخرین مرد روی زمین و پنج زن بدنام اشاره کرد.